# ألكسيس فيغا
ألكسيس فيغا (بالإسبانية: Alexis Vega) (25 نوفمبر 1997 في المكسيك - ) هو لاعب كرة قدم مكسيكي في مركز جناح ‏.

## مسيرته الكروية
لعب ألكسيس فيغا خلال مسيرته الاحترافية مع ناديين في ستة مواسم وسجل خلالها 20 هدف ضمن 94 مباراة. ولم يفز بأي موسم بالكأس أو بالدوري.
خاض ألكسيس فيغا مسيرته مع نادي تولوكا في موسم 2015–16 ليلعب معه أربعة مواسم، مشاركًا في 54 مباراة سجل خلالها 11 هدفًا. ثم انتقل إلى نادي غوادالاخارا في موسم 2018–19 ولمدة موسمين، حيث شارك في 40 مباراة سجل خلالها 9 أهداف.

## وصلات خارجية
- ألكسيس فيغا على موقع إي إس بي إن إف سي (الإنجليزية)
- ألكسيس فيغا على موقع قاعدة بيانات كرة القدم.إي يو (الإنجليزية)
- ألكسيس فيغا على موقع ناشيونال فوتبول تيمز (الإنجليزية)
- ألكسيس فيغا على موقع Soccerway.com (الإنجليزية)
- ألكسيس فيغا على موقع عالم كرة القدم.نت (الإنجليزية)
- ألكسيس فيغا على موقع أوليمبيديا (الإنجليزية)
- ألكسيس فيغا على موقع AS.com (الإسبانية)